# Linus Lichtschlag
Linus Lichtschlag (* 4. September 1988 in Berlin) ist ein ehemaliger deutscher Ruderer. Seine größten Erfolge waren die Siege bei den Weltmeisterschaften 2010 im Leichtgewichts-Doppelvierer und den Europameisterschaften 2010 im Leichtgewichts-Doppelzweier. Bei den Olympischen Spielen 2012 in London belegte er im Finale den 6. Platz.

## Karriere
Lichtschlag kam zum Rudern durch die Ruderriege der Paul-Natorp-Oberschule im Alter von dreizehn Jahren und trat schnell dem Ruderklub am Wannsee bei. 2006 war er erstmals Mitglied der Nationalmannschaft, bei den Junioren-Weltmeisterschaften belegte er im Zweier ohne Steuermann den sechsten Platz. In seinem ersten Jahr in der Altersklasse U23 war er Ersatzruderer für die U23-Weltmeisterschaften, im folgenden Jahr 2008 qualifizierte er sich im Leichtgewichts-Doppelzweier für diesen Wettkampf und kam im Finale auf den vierten Platz. 2009 wurde er Deutscher Meister im Leichtgewichts-Einer (U23), war damit erneut für die U23-Weltmeisterschaften qualifiziert und errang die Bronze-Medaille.
Im Mai 2010 wurde Lichtschlag in Brandenburg an der Havel erstmals Deutscher Meister im Leichtgewichts-Einer und wurde daraufhin im Leichtgewichts-Doppelzweier mit dem zwei Jahre jüngeren Lars Hartig für den Ruder-Weltcup nominiert. Nach einem dritten Platz in München und einem zweiten Platz in Luzern im World Rowing Cup wurden Lichtschlag und Hartig im September in Montemor-o-Velho (Portugal) Europameister. Bei den Weltmeisterschaften 2010 gewann er in gleicher Besetzung das B-Finale und belegte damit insgesamt den siebten Platz. Im Leichtgewichts-Doppelvierer wurde er am Tag darauf Weltmeister. Auf den Ruderweltmeisterschaften 2011 in Bled errang er mit Lars Hartig den 4. Platz im A-Finale im Leichtgewichts-Doppelzweier. Bei den Olympischen Spielen 2012 in London erreichte er im Leichtgewichts-Doppelzweier mit Lars Hartig das A-Finale und wurde Sechster. Im darauffolgenden Jahr beendete er seine aktive Ruderkarriere.

## Erfolge

### Internationale Erfolge
- 2010: 1. Platz Europameisterschaften im Leichtgewichts-Doppelzweier
- 2010: 1. Platz Weltmeisterschaften im Leichtgewichts-Doppelvierer
- 2010: 7. Platz Weltmeisterschaften im Leichtgewichts-Doppelzweier
- 2011: 4. Platz Weltmeisterschaften im Leichtgewichts-Doppelzweier
- 2012: 6. Platz Olympische Spiele im Leichtgewichts-Doppelzweier
- 2014: 1. Platz European Universities Games im Doppelvierer

### Ruder-Weltcup
- 2010: 3. Platz Ruder-Weltcup II, München im Leichtgewichts-Doppelzweier
- 2010: 2. Platz Ruder-Weltcup III, Luzern im Leichtgewichts-Doppelzweier
- 2010: 3. Platz in der Weltcup-Gesamtwertung im Leichtgewichts-Doppelzweier
- 2011: 1. Platz Ruder-Weltcup I, München im Leichtgewichts-Doppelzweier
- 2011: 5. Platz Ruder-Weltcup III, Luzern im Leichtgewichts-Doppelzweier
- 2011: 2. Platz in der Weltcup-Gesamtwertung im Leichtgewichts-Doppelzweier
- 2012: 5. Platz Ruder-Weltcup II, Luzern im Leichtgewichts-Doppelzweier
- 2012: 8. Platz Ruder-Weltcup III, München im Doppelzweier

### Nationale Erfolge
- 2007: 1. Platz Deutsche Großbootmeisterschaften im Vierer ohne Steuermann
- 2008: 6. Platz Deutsche Kleinbootmeisterschaften im Leichtgewichts-Einer
- 2010: 1. Platz Deutsche Kleinbootmeisterschaften im Leichtgewichts-Einer
- 2011: 1. Platz Deutsche Meisterschaften im Leichtgewichts-Doppelzweier